# Rundsilo (Eckernförde)

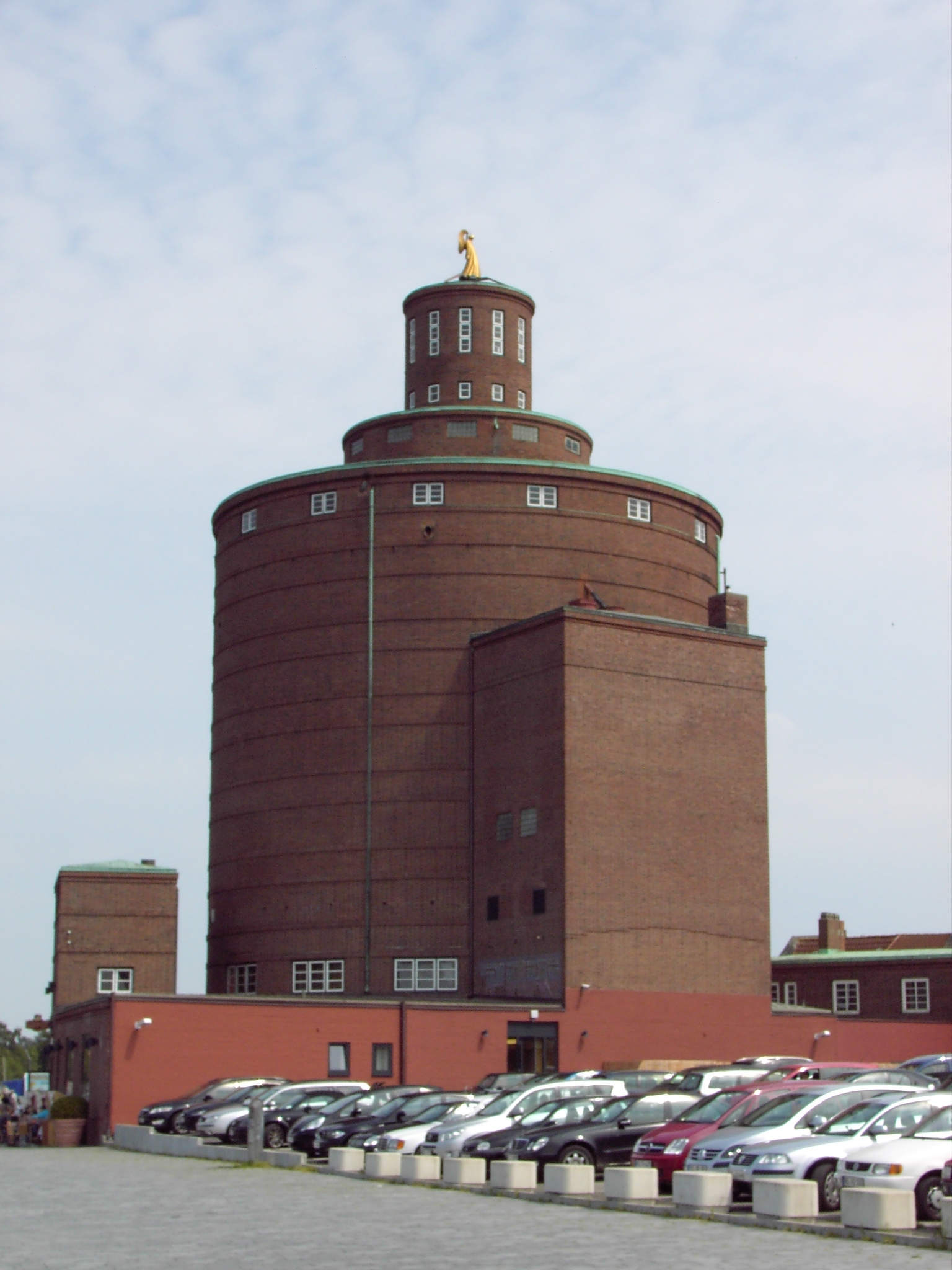
Rundsilo von Eckernförde

Der Rundsilo oder Rundspeicher am Hafen von Eckernförde ist ein ehemaliger Silo.

## Geschichte

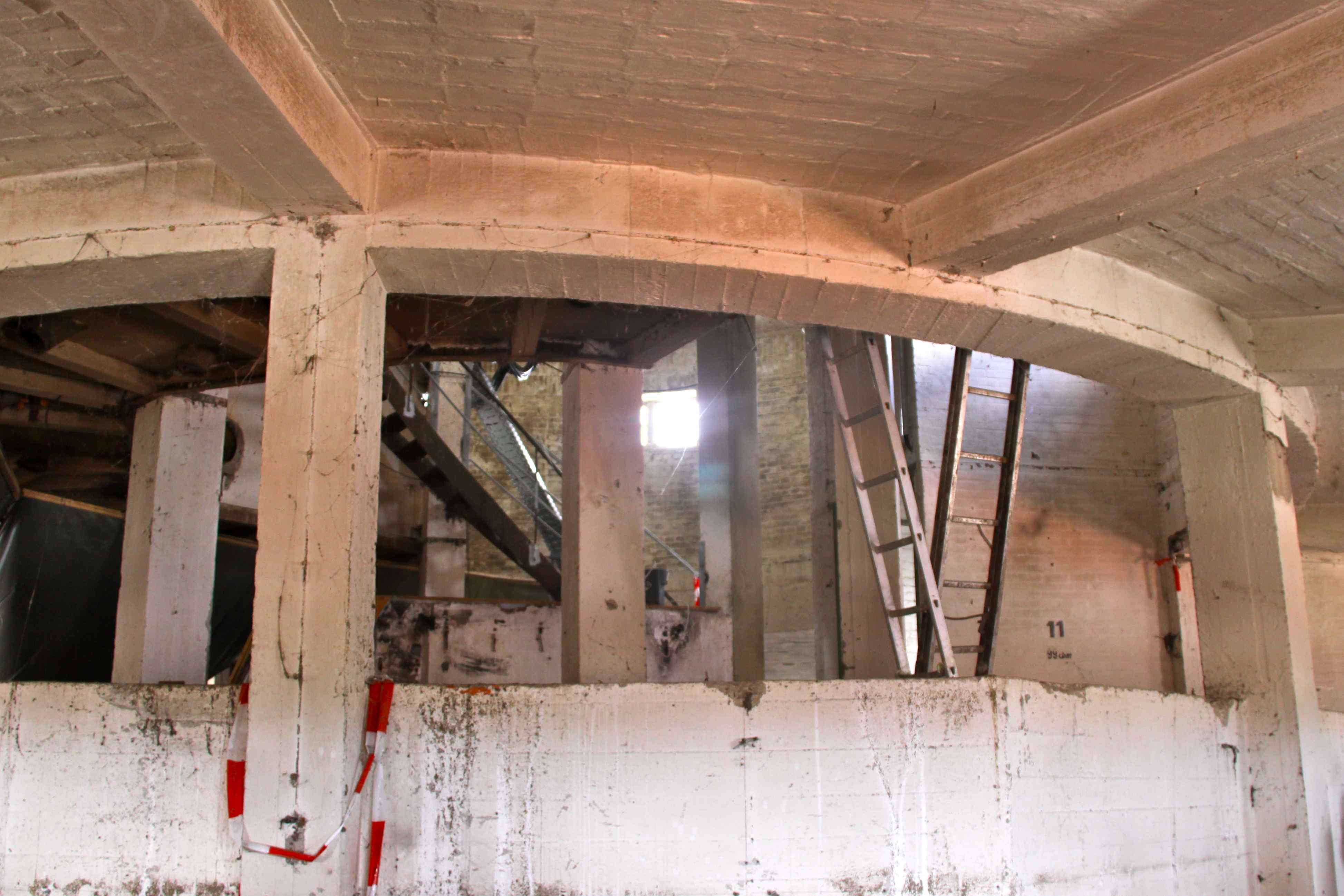
Oberster Boden des Silos

Das markante Backsteingebäude wurde 1931 von Heinrich Hansen als Getreidesilo für eine Futtermittelfabrik errichtet. Die Bauzeit betrug fünf Monate, die Einweihung erfolgte am 22. Dezember 1931.
In den trapezförmigen Silozellen konnten etwa 3.500 Tonnen Getreide gelagert werden. Das Bauwerk im Stil der Neuen Sachlichkeit mit Anklängen an die Heimatschutzarchitektur wurde 1972 ins Denkmalbuch eingetragen und wird seit 1986 nicht mehr als Silo genutzt.
Vorgesehen war zeitweise die Umnutzung des Bauwerks als Gesundheitszentrum wie auch der Ausbau zu einem Kinocenter. Im Erdgeschoss des Rundsilos wurde 2008 ein Restaurant eingerichtet. Beim Umbau wurde ein zum Gebäude gehörender ebenfalls unter Denkmalschutz stehender Hafenkran abgerissen. Der ehemalige Silo gilt als eines der Wahrzeichen Eckernfördes.
Die Bauzeichnungen zum Rundsilo befinden sich im Rathaus in Eckernförde.